# 노이리 토시키
노이리 토시키(1989년 10월 18일 ~ 2023년 1월 2일)는 일본의 배우이다. 배우 아카기 하루에의 손자이다.

## 생애
1989년 10월 18일 도쿄 도에서 태어났다. 이후 문학자 부속 연극 연구소 49기를 졸업했다. 가족들의 반대를 무릅쓰고 연극 '나의 도쿄 일기'로 데뷔했다. 드라마,영화,뮤지컬 등 다방면에서 활약했으며 한때 모델 활동을 했다. 이후 '사법교관 호타가 미코' '다케타케의 시 포자 겨울여름의 장' '대머리 자동차' '초초 나나의 검' '달개피 풀 나나의 검' '30살까지 동정이면 마법사가 될 수 있대' '총리의 남편' 등에 출연했다.

## 사망
2022년 12월 29일 오전 도쿄의 한 음식점 계단에서 발을 헛디뎌 넘어졌다. 이 과정에서 머리를 부딪혔고 병원으로 후송돼 집중치료실에서 치료를 받았지만 2023년 1월 2일 새벽 뇌출혈로 사망했다. 